# كارل مورتن إيفرسن
كارل مورتن إيفرسن (بالنرويجية البوكمول: Carl Morten Iversen)‏ هو عازف جاز وملحن نرويجي، ولد في 1 مايو 1948 في أوسلو في النرويج.

## وصلات خارجية
- كارل مورتن إيفرسن على موقع ميوزك برينز (الإنجليزية)
- كارل مورتن إيفرسن على موقع ديسكوغز (الإنجليزية)